# Undercover (Rolling Stones)
Undercover is een album van The Rolling Stones. Het werd uitgegeven in 1983.
Na het vorige album Tattoo you was Undercover het eerste album in de jaren 80 van de band met allemaal nieuwe nummers. Met de komst van de MTV-generatie trachtten de Stones zichzelf opnieuw  uit te vinden voor een nieuwe era.
In 1994 werd Undercover geremasterd en herdrukt door Virgin Records.

## Nummers
- Alle nummers zijn geschreven door Mick Jagger en Keith Richards tenzij anders is aangegeven.

1. Undercover of the Night – 4:32
2. She Was Hot – 4:41
3. Tie You Up (The Pain Of Love) – 4:16
4. Wanna Hold You – 3:52
5. Feel On Baby – 5:07
6. Too Much Blood – 6:14
7. Pretty Beat Up (Mick Jagger/Keith Richards/Ronnie Wood) – 4:04
8. Too Tough – 3:52
9. All The Way Down – 3:14
10. It Must Be Hell – 5:04

## Bezetting
- Mick Jagger - leadzang, achtergrondzang, elektrische gitaar, mondharmonica
- Keith Richards - elektrische gitaar, achtergrondzang, zang, bas
- Charlie Watts - drums
- Ronnie Wood - elektrische gitaar, achtergrondzang, bas, slide-gitaar
- Bill Wyman - basgitaar, percussie, piano
- Ian Stewart - piano, percussie
- Jim Barber - elektrische gitaar
- Sly Dunbar - percussie
- Chuck Leavell - keyboard, orgel, piano
- David Sanborn - saxofoon
- Robbie Shakespeare - bas
- CHOPS - hoorns
- Moustapha Cisse - percussie
- Brahms Coundoul - percussie
- Martin Ditcham - percussie

## Hitlijsten
Album
| Jaar | Hitlijst                      | Notering |
| ---- | ----------------------------- | -------- |
| 1983 | Nederlandse Album Top 100     | 1        |
| 1983 | Official Albums Chart Top 100 | 3        |
| 1983 | Billboard 200                 | 4        |

Singles
| Jaar | Single                                 | Hitlijst                  | Notering |
| ---- | -------------------------------------- | ------------------------- | -------- |
| 1983 | Undercover Of The Night                | Billboard Hot 100         | 9        |
| 1983 | Undercover Of The Night                | Mainstream Rock Tracks    | 2        |
| 1983 | Undercover Of The Night                | Hot Dance Music/Club Play | 9        |
| 1983 | Undercover Of The Night                | UK Top 100 Singles        | 11       |
| 1983 | Too Tough                              | Mainstream Rock Tracks    | 14       |
| 1984 | Too Much Blood                         | Mainstream Rock Tracks    | 38       |
| 1984 | She Was Hot                            | Mainstream Rock Tracks    | 4        |
| 1984 | She Was Hot                            | The Billboard Hot 100     | 44       |
| 1984 | She Was Hot                            | UK Top 100 Singles        | 42       |
| 1984 | Think I'm Going Mad She Was Hot B-kant | Mainstream Rock Tracks    | 50       |
| 1985 | Too Much Blood                         | Hot Dance Music/Club Play | 44       |